# AS Roma 1985/1986
Sezon 1985/1986 klubu AS Roma.

## Sezon
Przed sezonem 1985/1986 do Romy przybył Zbigniew Boniek z Juventusu. Drużyna Svena-Görana Erikssona słabo rozpoczęła sezon i w początkowej fazie zajmowała 9. miejsce. Z czasem jednak zaczęła wygrywać kolejne mecze, w tym 3:0 z Juventusem, jednak w przedostatnich dwóch kolejkach przegrała dwa mecze z outsiderami, US Lecce (u siebie 2:3) i Como Calcio (na wyjeździe 0:1) i ostatecznie została wicemistrzem Włoch. Z 19 golami Roberto Pruzzo wywalczył swój trzeci tytuł króla strzelców Serie A. Roma zdobyła też Puchar Włoch dzięki wygraniu finałowego dwumeczu z Sampdorią (1:2, 2:0).

## Rozgrywki
- Serie A: 2. miejsce
- Puchar Włoch: zwycięstwo

## Skład i ustawienie zespołu
| W SEZONIE 1985/1986 |          |                |       |      |
| Imię i nazwisko     | Kraj     | Data urodzenia | Mecze | Gole |
| Trener              |          |                |       |      |
| Sven-Göran Eriksson | Szwecja  | 05.07.1948     |       |      |
| Bramkarze           |          |                |       |      |
| Attilio Gregori     | Włochy   | 04.10.1965     | 0     | 0    |
| Franco Tancredi     | Włochy   | 10.01.1955     | 30    | 0    |
| Obrońcy             |          |                |       |      |
| Dario Bonetti       | Włochy   | 05.08.1961     | 22    | 2    |
| Manuel Gerolin      | Włochy   | 09.02.1961     | 27    | 2    |
| Settimio Lucci      | Włochy   | 21.09.1965     | 9     | 0    |
| Sebastiano Nela     | Włochy   | 13.03.1961     | 28    | 2    |
| Emidio Oddi         | Włochy   | 22.07.1956     | 27    | 0    |
| Ubaldo Righetti     | Włochy   | 01.03.1963     | 23    | 0    |
| Pomocnicy           |          |                |       |      |
| Carlo Ancelotti     | Włochy   | 10.06.1959     | 29    | 3    |
| Zbigniew Boniek     | Polska   | 03.03.1956     | 29    | 7    |
| Toninho Cerezo      | Brazylia | 21.04.1955     | 18    | 4    |
| Bruno Conti         | Włochy   | 23.03.1955     | 24    | 2    |
| Stefano Desideri    | Włochy   | 03.07.1965     | 7     | 0    |
| Antonio Di Carlo    | Włochy   | 06.06.1962     | 19    | 0    |
| Giuseppe Giannini   | Włochy   | 20.08.1964     | 22    | 2    |
| Stefano Impallomeni | Włochy   | 24.10.1967     | 0     | 0    |
| Napastnicy          |          |                |       |      |
| Paolo Baldieri      | Włochy   | 02.02.1965     | 5     | 1    |
| Francesco Graziani  | Włochy   | 16.12.1952     | 14    | 5    |
| Roberto Pruzzo      | Włochy   | 01.04.1955     | 24    | 19   |
| Sandro Tovalieri    | Włochy   | 15.02.1965     | 22    | 3    |